# Yama
Yama (Sanskrit, m., यम yama, Enthaltung, Selbstkontrolle) ist die 1. Stufe oder Glied des Raja Yoga (bzw. Ashtanga Yoga oder Kriya Yoga) nach Patanjali und stellt eine Art Verhaltenskodex dar. Die weiteren sieben Stufen des Raja Yoga sind Niyama, Asana, Pranayama, Pratyahara, Dharana, Dhyana und Samadhi.
Es werden insgesamt fünf Yamas beschrieben: Ahimsa, Satya, Asteya, Brahmacharya und Aparigraha. Sie sind Bestandteil des Sadharana Dharmas, allgemeine Verhaltensregeln der Hindus.

## 1. Ahimsa
Himsa bedeutet im Sanskrit Gewalt oder Grausamkeit. Ahimsa, die Nicht-Gewalt, meint aber mehr als nur die Abwesenheit von Gewalt. Unter Ahimsa versteht man auch Freundlichkeit, Zugewandtheit und Rücksichtnahme – einen wohlüberlegten Umgang mit allen Lebewesen und mit sich selbst. Es bedeutet allerdings nicht, dass man sich im Angriffsfall nicht verteidigen darf. Ahimsa ist auch keine übersteigerte Enthaltung von jedem Töten auch noch so kleiner Tiere. Anders als manchen buddhistischen Mönchen wäre es einem Raja-Yoga-Betreibenden möglich, einen Garten umzugraben, selbst wenn dabei kleine Tiere wie zum Beispiel Würmer zu Tode kommen.
Ahimsa soll in Gedanken, Worten und Taten praktiziert werden. Das bedeutet, nicht negativ über jemanden zu sprechen oder zu denken, da dies eine schädigende Wirkung für den Betroffenen und auch für den Negativ-Denkenden selbst haben würde. 

In einem weiteren Sinne bedeutet Ahimsa, den Wunsch zu Töten zu überwinden. Das beinhaltet, dass die klassischen Yogapfade eine vegetarische Ernährung vom Schüler fordern. Ahimsa ist sozusagen die Grundlage für eine erfolgreiche Yogapraxis, bei der die Entwicklung der seelischen Fähigkeiten im Vordergrund steht. Gewaltanwendung gegen andere aufzugeben, beruht auf der Erkenntnis der gemeinsamen Wurzeln, und ist zuletzt auch ein Anerkenntnis an das eigene Sein und an das Lebensprinzip überhaupt. Die klassischen Yogatexte (zum Beispiel Yogasutra von Patanjali, 3. Kap.) berichten davon, dass fortgeschrittene Praktiker enorme psychische Fähigkeiten erlangen können. Ein Mensch, der nicht in Ahimsa gefestigt ist, wäre für sich und andere unter Umständen ein großes Risiko. Daher stellt die Auseinandersetzung mit dieser Thematik eine für die Praxis nicht zu vernachlässigende Größe dar.

## 2. Satya
Satya bedeutet im Sanskrit Wahrhaftigkeit, Wahrheit. Gemeint ist, in Worten, Taten und Gedanken wahrhaftig zu sein und stets die Wahrheit zu sagen. "Je wahrhaftiger ein Mensch spricht, desto mächtiger werden seine Worte" Zitat von T. K. V. Desikachar. Wahrhaftig sein bedeutet auch, sich nicht selbst zu belügen, sich selbst auch unangenehme Dinge einzugestehen, zum Beispiel wenn man einen Fehler gemacht hat. Doch nicht immer ist es im Sinne von Satya erstrebenswert, die Wahrheit zu sagen, denn sie könnte andere verletzen. Satya bedeutet, zu bedenken, was wir sagen, wie wir es sagen und auf welche Weise es jemanden treffen kann. Ein bewusster Umgang mit Worten also, und das bedeutet auch, dass es manchmal besser ist, zu schweigen. In einem tieferen Sinne bedeutet es auch einen bewussten Umgang mit Gedanken – denn der Gedanke ist die Wurzel der Worte.

## 3. Asteya
Steya bedeutet im Sanskrit Diebstahl, asteya ist das Gegenteil und bedeutet, nichts zu nehmen, was einem nicht gehört (oder gegeben wurde). Dies bezieht sich nicht nur auf materielles, sondern auch auf geistiges Eigentum: Zum Beispiel sich nicht mit fremden Federn zu schmücken – oder Menschen, die einem Dinge oder Gedanken anvertrauen, nicht zu enttäuschen.

## 4. Brahmacharya
Brahma bedeutet im Sanskrit das Wesentliche, das Eine Wahre – char bedeutet bewegen – Brahmacharya ist also die „Bewegung auf das Wesentliche hin“. Brahmacharya wird in manchen Richtungen/Schulen des Yoga als sexuelle Enthaltsamkeit interpretiert. Meistens ist gemeint, dass der Yogi sein Leben und seine Beziehungen zu Menschen und Dingen so gestaltet, dass sie seinem Streben nach Weisheit und seinem Verständnis der höchsten Weisheiten förderlich sind.

## 5. Aparigraha
Aparigraha bedeutet im Sanskrit Nicht-Zugreifen. Gemeint ist, immer nur das anzunehmen, was angemessen ist, keine vermeintlich „günstigen“ Gelegenheiten auszunutzen (Mitnahme-Mentalität) und keine anderen Menschen auszunutzen. Auch bei der Annahme von Belohnungen und Geschenken soll der Yogi sich zurückhalten, denn sie tendieren dazu, dem Beschenkten Verpflichtungen und Bindungen zu schaffen.